# Marcus Burghardt
Marcus Burghardt, né le 30 juin 1983 à Zschopau, est un coureur cycliste professionnel allemand.

## Biographie
Marcus Burghardt commence le cyclisme en 1993, à l'âge de 10 ans. Champion d'Allemagne junior du contre-la-montre, puis vainqueur du Trofeo Karlsberg en 2001, Marcus Burghardt rejoint l'équipe espoirs (moins de 23 ans) de l'équipe Wiesenhof en 2003 et 2004, avec laquelle il termine quatrième de Paris-Roubaix espoirs et porte deux jours le maillot de leader du Tour des régions italiennes en 2004. Fort de ces résultats, en 2005, il intègre la grande équipe allemande T-Mobile. 
Dès sa première saison, il s'affirme comme un coureur de classiques, et plus particulièrement de classiques flandriennes. Quatrième d'À travers les Flandres, il fait un temps la course en tête sur le Tour des Flandres, et termine 20e de Gand-Wevelgem, dans le premier groupe. Il signe des performances du même niveau en 2006, terminant septième d'À travers les Flandres, puis 19e de Gand-Wevelgem et 22e de Paris-Roubaix. Une blessure au genou gauche gâche le reste de sa saison.
2007 est l'année de la révélation. En mars, sur le Grand Prix E3, il fait partie de l'échappée victorieuse, avec les spécialistes Tom Boonen, Fabian Cancellara et Manuel Quinziato, et prend la troisième place. Il obtient plusieurs autres places d'honneur sur les courses flandriennes, et remporte sa plus belle victoire sur Gand-Wevelgem, devant son coéquipier Roger Hammond. Il clôt cette saison avec deux victoires d'étape sur le 3-Länder Tour.
Tandis que l'équipe T-Mobile devient High Road, Marcus Burghardt compte parmi les grands favoris des classiques flandriennes, mais une blessure au genou contractée à l'entraînement en décembre le contraint à renoncer à y participer. Il revient à la compétition en mai et remporte le 24 juillet 2008 une étape du Tour de France à Saint-Étienne, devançant au sprint Carlos Barredo à l'issue d'une échappée au long cours. 
En 2009, Burghardt compte à nouveau parmi les favoris des courses pavées. Il confirme ce statut sur le Het Nieuwsblad, dont il prend la cinquième place.
Il court en 2010 pour la formation BMC Racing. Il remporte en juin les cinquième et septième étapes du Tour de Suisse.
En 2011, il est l'un des équipier de l'Australien Cadel Evans lors de sa victoire au Tour de France.
En 2012, Burghardt dispute à nouveau le Tour de France. En septembre, il fait partie de l'équipe d'Allemagne lors de la course en ligne des championnats du monde, avec pour leader John Degenkolb. Celui-ci prend la quatrième place, tandis que Burghardt est 111e.
En 2013, il termine meilleur grimpeur du Tour de Romandie.
Il commence sa saison 2016 au Tour Down Under, où il subit une fracture du coude gauche à la suite d'une chute.
Lors d'un stage d'entraînement en janvier 2021 en Italie, Burghardt fait partie d'un groupe de 7 coureurs de l'équipe Bora-Hansgrohe qui est percuté par un automobiliste. Il est atteint de blessures superficielles. Une chute en août lors de la première étape du Tour de Pologne lui cause plusieurs fractures à un poignet et une fracture à un bras,. Il n'est pas conservé en 2022 par l'équipe Bora-Hansgrohe et se retrouve sans contrat. Il annonce arrêter sa carrière en avril 2022.

## Palmarès et classements mondiaux

### Palmarès amateur
- 1999
  - 1re étape du Critérium Européen des Jeunes
  - 1re et 2e étapes de l'Europatreffen der Radsportjugend
- 2000
  -  Champion d'Allemagne du contre-la-montre juniors
  - Internationale 3-Etappen-Rundfahrt (de) :
    - Classement général
    - 3e étape

  - 3e du Trofeo Karlsberg
- 2001
  - 2eb et 3e étapes de l'Internationale 3-Etappen-Rundfahrt (de)
  - Trofeo Karlsberg :
    - Classement général
    - 1re et 5e étapes

  - 1re étape du Tour de Basse-Saxe juniors
  - 2e de l'Internationale 3-Etappen-Rundfahrt (de)
  - 3e du championnat d'Allemagne sur route juniors
  - 9e du championnat du monde sur route juniors
- 2003
  - 3e étape de la Ronde de l'Isard d'Ariège

### Palmarès professionnel
- 2007
  - Gand-Wevelgem
  - 3e et 5e étapes du Drei-Länder-Tour
  - 3e du Grand Prix E3
- 2008
  - 18e étape du Tour de France

- 2009
  - 7e du Tour des Flandres
  - 7e de Gand-Wevelgem
- 2010

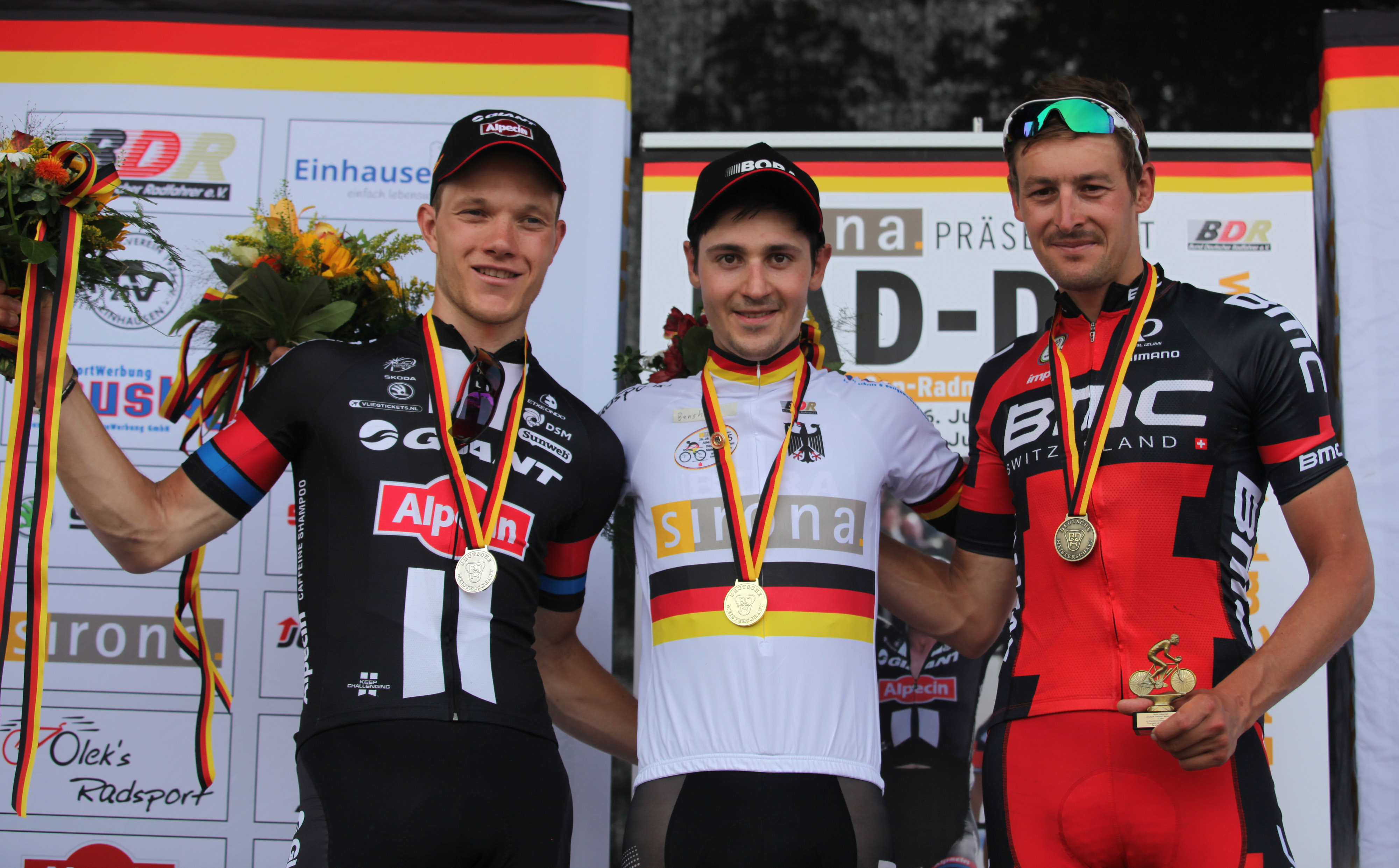
Podium du championnat d'Allemagne sur route 2015 : Nikias Arndt (2e), Emanuel Buchmann (1er) et Marcus Burghardt (3e).

  - 5e et 7e étapes du Tour de Suisse
- 2015
  - 1re étape du Tour d'Espagne (contre-la-montre par équipes)
  - 3e du championnat d'Allemagne sur route
- 2017
  -  Champion d'Allemagne sur route
- 2018
  - 10e du Circuit Het Nieuwsblad
- 2019
  - 2e du championnat d'Allemagne sur route

### Résultats sur les grands tours

#### Tour de France
11 participations
- 2007 : 127e
- 2008 : 120e, vainqueur de la 18e étape
- 2010 : 161e
- 2011 : 164e
- 2012 : 58e
- 2013 : 98e
- 2014 : 154e
- 2016 : 89e
- 2017 : 131e
- 2018 : 92e
- 2019 : 141e

#### Tour d'Espagne
3 participations
- 2005 : 76e
- 2015 : non-partant (3e étape), vainqueur de la 1re étape (contre-la-montre par équipes)
- 2018 : 149e

#### Tour d'Italie
1 participation
- 2015 : 70e

### Classements mondiaux
| Année                                 | 2007 | 2008 | 2009 | 2010 | 2011 | 2012 | 2013 | 2014 | 2015 | 2016  | 2017 | 2018  | 2019 | 2020 | 2021 |
| ------------------------------------- | ---- | ---- | ---- | ---- | ---- | ---- | ---- | ---- | ---- | ----- | ---- | ----- | ---- | ---- | ---- |
| UCI ProTour                           | 56e  | nc   |      |      |      |      |      |      |      |       |      |       |      |      |      |
| Calendrier mondial                    |      |      | 95e  | 153e |      |      |      |      |      |       |      |       |      |      |      |
| UCI World Tour                        |      |      |      |      | nc   | nc   | nc   | 171e | nc   | nc    | 219e | 151e  |      |      |      |
| Classement mondial                    |      |      |      |      |      |      |      |      |      | 922e  | 502e | 477e  | 739e | 631e | 540e |
| UCI Europe Tour                       |      |      |      | nc   |      |      |      |      |      | 1537e | 571e | 1634e | 538e | 513e | 434e |
| UCI Asia Tour                         |      |      |      | 79e  |      |      |      |      |      | nc    | nc   | nc    |      |      |      |
| UCI America Tour                      |      |      |      | 308e |      |      |      |      |      | nc    | nc   | nc    |      |      |      |
|                                       |      |      |      |      |      |      |      |      |      |       |      |       |      |      |      |
| Légende : nc = non classéSource : UCI |      |      |      |      |      |      |      |      |      |       |      |       |      |      |      |